# Deliochus zelivira
Deliochus zelivira är en spindelart som beskrevs av Eugen von Keyserling 1887. Deliochus zelivira ingår i släktet Deliochus och familjen käkspindlar. Inga underarter finns listade i Catalogue of Life.